# Lecanora excludens
Lecanora excludens är en lavart som beskrevs av Gustaf Oskar Andersson Malme. Lecanora excludens ingår i släktet Lecanora, och familjen Lecanoraceae. Arten är reproducerande i Sverige.